# Giuseppe Panocchia
Giuseppe Panocchia (* 20. Oktober 1939 in Rom) ist ein italienischer Diplomat.

## Privat
Er war mit Michela Campanile verheiratet und hatte drei Kinder.

## Studium
1964 schloss er ein Studium der Rechtswissenschaft ab und trat in den auswärtigen Dienst.

## Werdegang
1966 wurde er in der Botschaft in Jeddah beschäftigt.
1970 wurde er in der Botschaft in Teheran beschäftigt.
1974 wurde er zum Gesandtschaftsrat ernannt.
1975 wurde er im Amt III, Abteilung für Auswanderung und soziale Angelegenheiten, Außenministerium, Rom beschäftigt.
Ab 1976 wurde er in der Abteilung Öffentlichkeitsarbeit des Ministeriums für auswärtige Angelegenheiten und internationale Zusammenarbeit (Italien) beschäftigt, wo er 1980 zum Gesandtschaftsrat ernannt wurde und das er von 1981 bis 1987 leitete.
1984 war er Mitglied der Ständige Vertretung Italiens bei der EWG.
1986 wurde er zum außerordentlicher Gesandter und Ministre plénipotentiaire zweiter Klasse ernannt.
Von 12. Januar 1990 bis 7. März 1995 war er Botschafter in Rabat.
Von 1995 bis 1997 war er Botschafter in Tel Aviv.
Er wurde als Offizier in den Verdienstorden der Italienischen Republik aufgenommen.
| Vorgänger              | Amt                                             | Nachfolger         |
| ---------------------- | ----------------------------------------------- | ------------------ |
| Antonello Pietromarchi | Italienischer Botschafter in Rabat 1990–1995    | Emilio Destefanis  |
| Pier Luigi Rachele     | Italienischer Botschafter in Tel Aviv 1995–1997 | Gian Paolo Cavarai |